# Gare d'Egira
La gare d'Egira (江吉良駅, Egira-eki) est une gare ferroviaire de la ville de Hashima, dans la préfecture de Gifu au Japon. La gare est exploitée par la compagnie Meitetsu.

## Situation ferroviaire
La gare d'Egira se trouve à la jonction des lignes Hashima et Takehana.

## Historique
La gare d'Egira a été inaugurée le 1er avril 1929. Elle a été fermée de 1943 à 1982.

## Service des voyageurs

### Accueil
La gare dispose d'un bâtiment voyageurs, avec guichets, ouvert tous les jours.

### Desserte
- Ligne Hashima :
  - direction Shin-Hashima
- Ligne Takehana :
  - direction Kasamatsu et Meitetsu Gifu